# Ejército de Tierra de Australia
El Ejército de Tierra de Australia o Ejército Real australiano es el ejército perteneciente a la Mancomunidad de Australia (un estado miembro de la Mancomunidad de Naciones) fue fundado en 1901 como una de las Fuerzas Militares de la Mancomunidad (Commonwealth Military Forces, en inglés). El sistema era obligatorio desde 1911 hasta 1972 año en el que el gobierno laborista australiano abolió el servicio obligatorio pasando actualmente a ser voluntario.

## La organización militar y la estructura

### Formación del ejército australiano
Antes de la Federación cada una de las colonias australianas tenían sus propios ejércitos compuestos por una mezcla de soldados regulares (soldados pagos a tiempo completo), la milicia (paga a soldados a tiempo parcial), y las unidades voluntarias (no remunerado a tiempo parcial).
En marzo de 1901 el Gobierno Federal asumió la responsabilidad de los asuntos de defensa y los ejércitos coloniales se fusionaron para formar las Fuerzas Militares de la Mancomunidad (CMF). A lo largo de los próximos 47 años las Fuerzas Militares de Australia, ya que pronto fue conocido, sigue siendo una fuerza a tiempo parcial de soldados ciudadanos con sólo un componente normal pequeño. Estas fuerzas estaban restringidas anteriormente a servicios en el territorio australiano, y dos fuerzas voluntarias especiales, conocidos como la fuerza imperial australiana, se formaron para el servicio en el extranjero durante las dos guerras mundiales. Las fuerzas de unidades ciudadanas sin embargo, prestaron servicios en territorio australiano y en el Océano Pacífico durante la Segunda Guerra Mundial.
Los miembros del 3.er Batallón (paracaídas) y el 5th/7th Batallón Mecanizado, el Regimiento Real Australiano (3RAR y 5/7RAR), formaron el compuesto Cuartel Robertson antes de su salida para unirse a la Fuerza Internacional para Timor Oriental (INTERFET), Palmerston, NT, en 1999.
Después de la Segunda Guerra Mundial las fuerzas militares de Australia se reorganizaron. El Ejército Regular de Australia se formó en septiembre de 1947, lo que fue con el apoyo de las Fuerzas Militares Ciudadanas Reorganizadas. Esta es la estructura que se mantiene en la actualidad, aunque el componente de tiempo completo del ejército es mucho mayor de lo que era en 1947, el componente de tiempo parcial se ha reducido considerablemente. Es sólo desde 1980 que el "ejército australiano" le ha sido oficialmente dado este nombre.

### Servicio militar obligatorio y voluntario

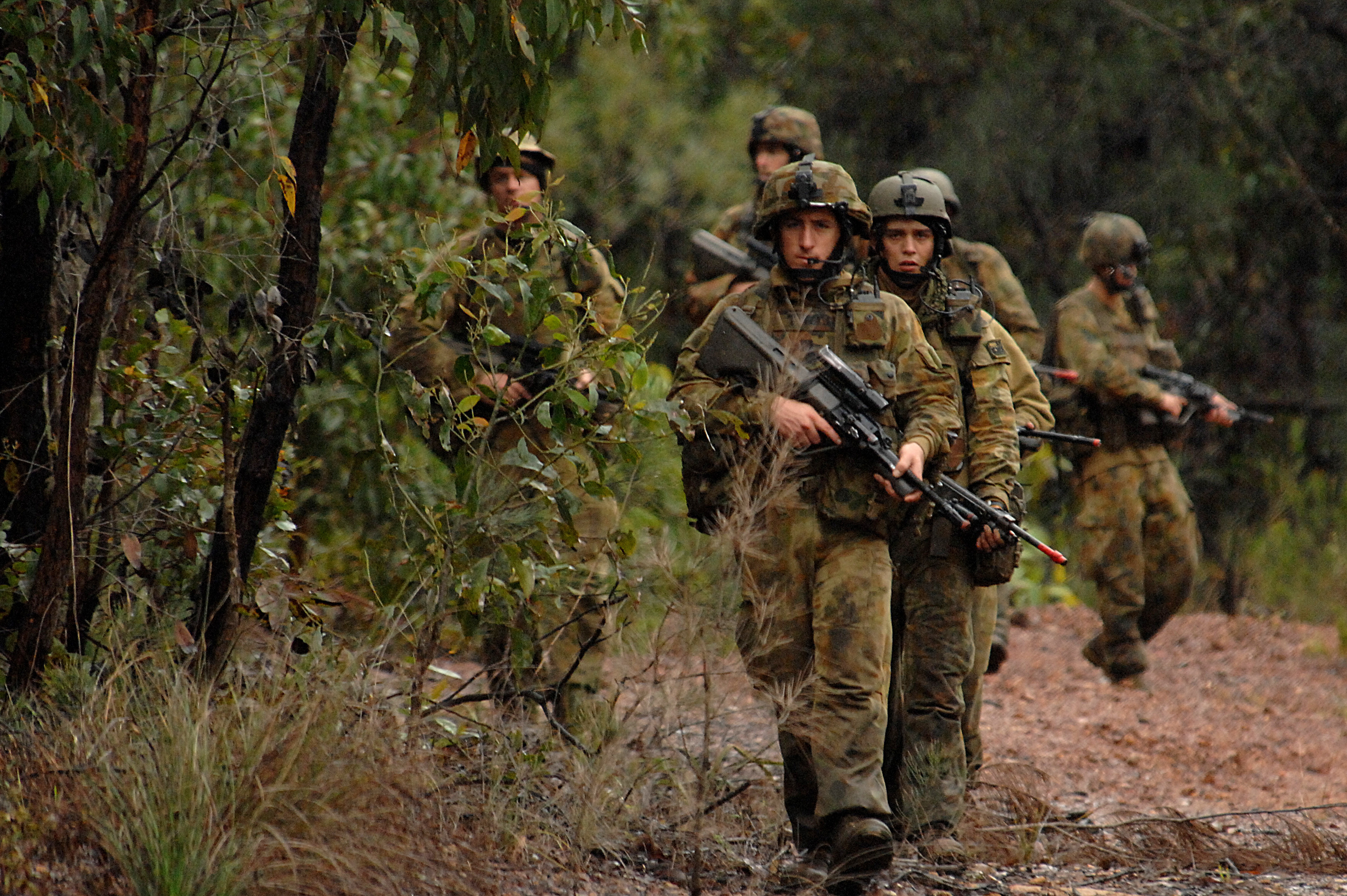
Infantería liviana del 2.º Batallón del Regimiento Real Australiano.

Los hombres australianos y los niños fueron reclutados por el ejército en cuatro esquemas diferentes en su historia. El Plan de Servicio Universal de 1911 a 1929 obligó a todos los jóvenes de edades comprendidas entre 12 y 26 años para llevar a cabo diversos períodos de entrenamiento militar en una unidad de cadete o CMF. Este esquema fue abolido por el gobierno  laborista inmediatamente después de su elección en octubre de 1929.
El servicio militar obligatorio se introdujo con la llegada de la guerra en 1939. Inicialmente se requirió sólo los hombres de 21 años de edad para completar tres meses de entrenamiento militar, pero a mediados de 1942 todos los hombres entre 18 y 35 años y todos los hombres solteros entre 35 y 45 años estaban obligados a prestar servicio militar. El plan fue suspendido en 1945.
Un tercer sistema de servicio militar obligatorio fue implementado en 1951 y continuó hasta 1957, con 18 años de edad, los hombres fueron necesarios para formar inicialmente con el ejército regular y luego se transferían a una unidad de CMF. El régimen obligatorio de servicio más reciente y más controvertido fue introducido en 1965. Una lotería se utilizó para seleccionar a los jóvenes de 19 años de edad, inclusive los residentes de otras nacionalidades, de acuerdo a su fecha de nacimiento (a menos que previamente se hubiesen unido a la CMF) estos fueron obligados a servir en el ejército durante dos años, que generalmente implicó un período de servicio en la Guerra de Vietnam. Este sistema fue abolido por el gobierno laborista electo en diciembre de 1972. El derecho del gobierno a los hombres conscriptos en las fuerzas armadas se mantiene en la ley y sólo se suspende.

## Historia
Australia ha intervenido en diferentes frentes bélicos desde su creación en 1901, dichas guerras e intervenciones fueron:

### Primera Guerra Mundial, (1914-1918)
Fue la "Gran Guerra", la "guerra para terminar todas las guerras". En ese conflicto, el campo de batalla más importante fue el "frente occidental en Francia y Bélgica, donde se libraron grandes batallas como las de Fromelles, Somme, Bullecourt, Messines, Passcshendaele, Dernancourt y Villers Bretonneux. De los más de 290.000 australianos que sirvieron en el teatro de la guerra en la FIA, la «fuerza imperial australiana», 46.000 fueron asesinados o murieron en la acción de sus heridas. Salpican el paisaje de Francia y Bélgica los cientos de cementerios de guerra y los monumentos de estos soldados caídos que se encuentran enterrados o sus nombres figuran entre los miles de personas que no tienen «tumba conocida, el soldado desconocido».

### Segunda Guerra Mundial

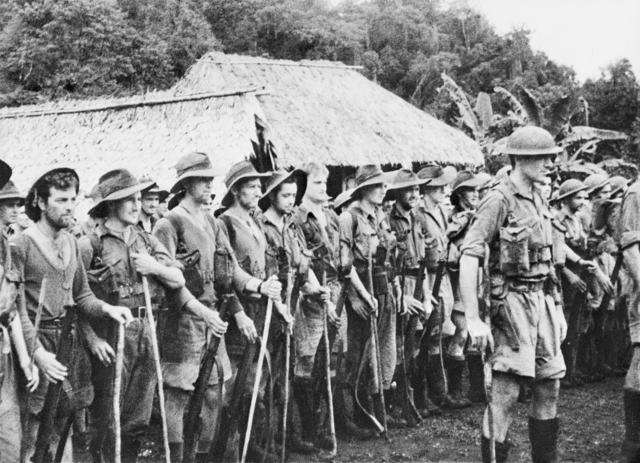
Soldados australianos del 39 batallón en 1942.

En mayo y junio de 1942 la guerra se llevó a casa, los australianos debieron combatir en la costa este cuando los japoneses atacaron el puerto de Sídney desde el mar. Los australianos combatieron junto a los estadounidenses y a los británicos y así derrotaron a los submarinos japoneses I-22, I-24 y I-27.
Los australianos contaban con la corbeta HMAS Geelong, mientras que los Estados Unidos contaban con el USS Chicago, luego de varios días de enfrentamiento los aliados lograron reducir a los japoneses.

### Guerra de Corea
El Ejército Australiano sirvió junto a la Marina Real Australiana, y la Royal Australian Air Force en Corea, o en las aguas adyacentes a Corea. Durante el conflicto y después del conflicto, entre el 27 de junio de 1950 y 19 de abril de 1956.
En total 18.000 soldados prestaron servicio durante la guerra.

### Guerra de Vietnam
Aproximadamente 61.000 hombres y mujeres sirvieron en la Marina Real Australiana (RAN), del Ejército australiano y la Real Fuerza Aérea Australiana (RAAF) en Vietnam, o en las aguas adyacentes a Vietnam, durante el conflicto entre el 23 de mayo de 1962 y 29 de abril de 1975.
El Departamento de Asuntos de Veteranos tiene la intención de incluir en la página web los nombres de las tripulaciones de los buques HMA Mecha rápida y HMA Vampiro. Estos dos barcos visitaron Saigón durante el período de 25 a 29 de enero de 1962, y a los del personal asignado para el servicio durante este periodo se les otorgaron servicios operativos correspondientes al Derecho de los Veteranos de 1986. Sin embargo, las listas de los buques por este período se han perdido y las listas de la tripulación están incompletos actualmente.

### Guerra del Golfo
Australia contribuyó con un Grupo de Tareas Especiales Navales que formaba parte de la flota multinacional en el Golfo Pérsico y el Golfo de Omán en la operación de Damasco. Además, se desplegaron equipos médicos a bordo de un buque hospital estadounidense, y un equipo de buzos navales participaron en el desminado de las instalaciones portuarias de Kuwait luego de las operaciones de combate.
Australia fue un miembro de la coalición internacional que contribuyó a las fuerzas militares de 1991 durante la Guerra del Golfo Pérsico. Las fuerzas australianas no entraron combate, pero jugaron un papel importante en la aplicación de las sanciones puestas en marcha contra Irak tras la invasión de Kuwait, así como otras contribuciones apoyaron a los pequeños a la Operación Tormenta del Desierto. Tras el final de la Guerra del Golfo Pérsico, Australia desplegó una unidad médica de la Operación de Hábitat para el norte de Irak como parte de la Operación Proporcionar Confort.

### Guerra de Irak
El Gobierno del primer ministro australiano, John Howard fue uno de los políticos que hizo intervenir a su país en la guerra de Irak, pero en 2008 el laborista Kevin Rudd, expuso en enero a Estados Unidos el plan de retirar las tropas de combate de Irak a mediados de año con «el menor trastorno posible». Australia ha tenido hasta 14.000 militares en Irak, en misiones de 1.500 soldados, durante los últimos cinco años se dedicaron a entrenar a unos 33.000 soldados iraquíes.

### Guerra de Afganistán (2001-presente)
Unos 1.500 militares australianos fueron destinados en Afganistán, donde participaron desde 2001 hasta el 2015 en operaciones de combate y formación de las fuerzas de seguridad afganas bajo mando de la OTAN, el mayor contingente fuera de la Alianza Atlántica (aunque no formando parte de ella sino aliada de ella), pero bajo mando oficial de la ISAF. 41 militares australianos murieron en la guerra.

## Equipamiento

Soldado australiano en Afganistán, esta equipado con un fusil F88 y con el uniforme camuflado Australian Multicam Pattern (AMP).

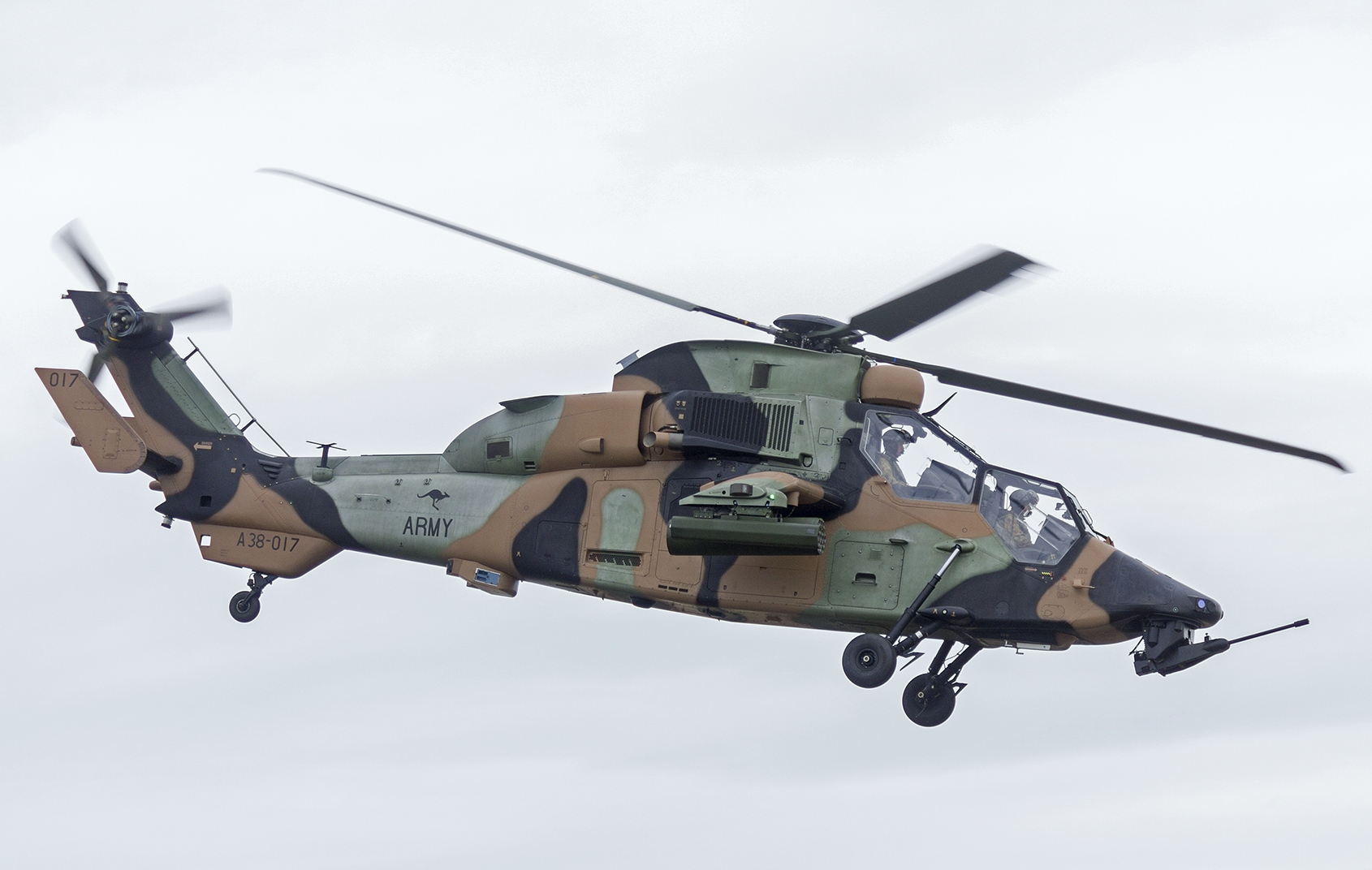
Eurocopter Tiger australiano

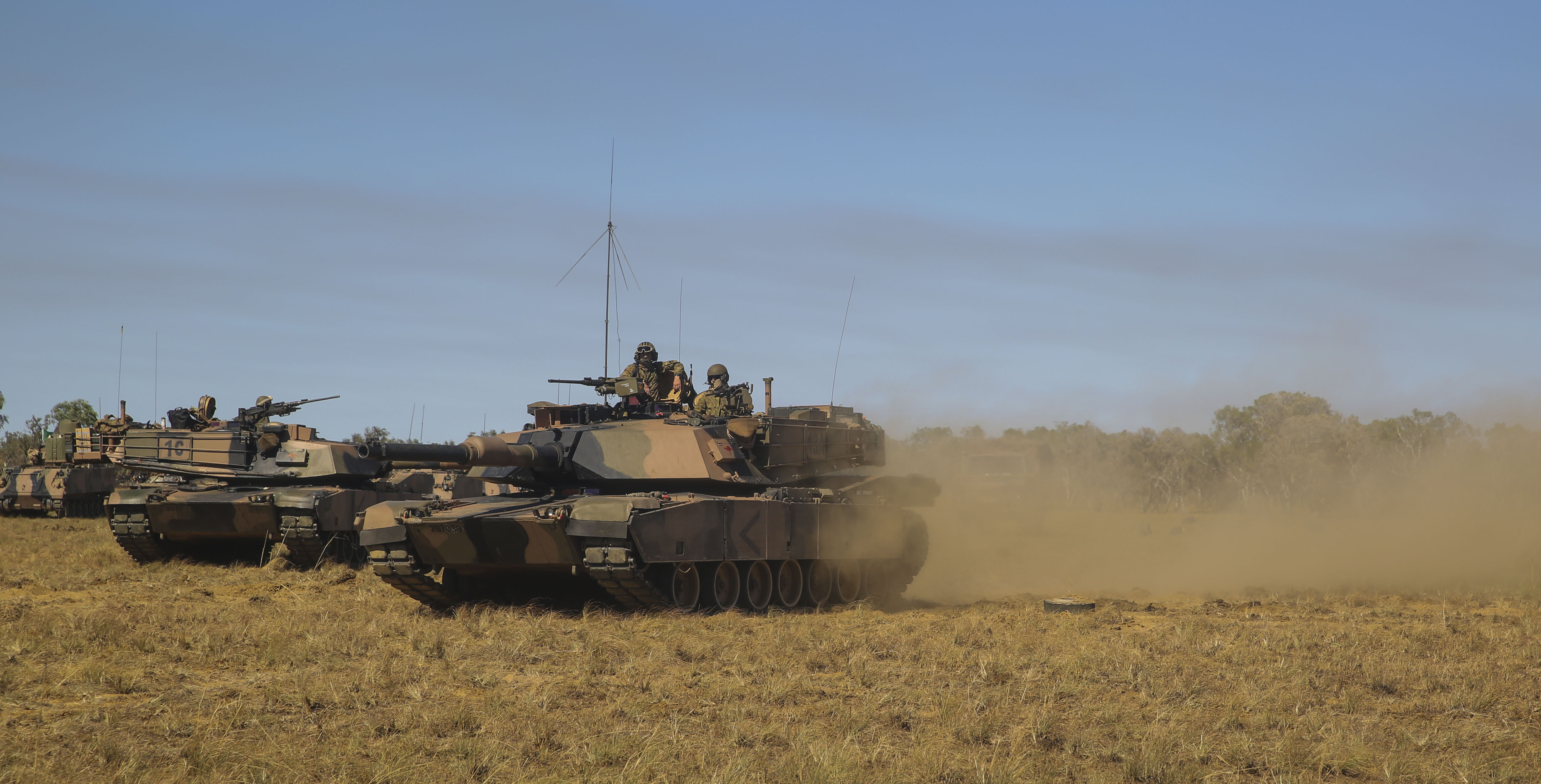
Tanques M1A1 Abrams australianos durante maniobras.

### Armas de infantería
- FN Browning GP-35 - Pistola calibre 9 mm.
- Heckler & Koch USP - Pistola calibre 9 mm.
- F88 Austeyr - Fusil de asalto estándar calibre 5,56 mm.
- Colt M4 - Fusil de asalto calibre 5,56 mm.
- Heckler & Koch MP5 - Subfusil calibre 9 mm.
- FN Minimi - Ametralladora ligera calibre 5,56 mm.
- FN MAG - Ametralladora ligera calibre 7,62 mm.
- SR-98 - Fusil francotirador calibre 7,62 mm.
- M110 SASS - Fusil francotirador calibre 7,62 mm.
- Barrett M82 - Fusil francotirador calibre 12,7 mm.
- Browning M2 - Ametralladora pesada calibre 12,7 mm.
- M203 - Lanzagranadas calibre 40 mm.
- Mk 19 - Lanzagranadas calibre 40 mm.
- Carl Gustav M2 - Cañón sin retroceso 84 mm.
- FGM-148 Javelin - Lanzamisiles antitanque
- RBS 70 - MANPADS

### Vehículos blindados
- M1 Abrams - Carro de combate principal (59 unidades)
- ASLAV - Transporte blindado de personal (257 unidades)
- M113 - Transporte blindado de personal (431 unidades)
- Bushmaster PMV - Transporte blindado de personal (838 unidades)

### Aeronaves
- Bell 206 - Helicóptero utilitario (27 unidades)
- Boeing CH-47 Chinook - Helicóptero de transporte (12 unidades)
- Eurocopter EC135 - Helicóptero ligero (1+15 unidades)
- Eurocopter Tiger - Helicóptero de ataque (22 unidades)
- Sikorsky S-70 - Helicóptero utilitario (34 unidades)
- NHIndustries NH90 - Helicóptero utilitario (33 unidades)